# Agrias nigroconjuncta
Agrias nigroconjuncta är en fjärilsart som beskrevs av Le Moult 1931. Agrias nigroconjuncta ingår i släktet Agrias och familjen praktfjärilar. Inga underarter finns listade i Catalogue of Life.